# غيلبرت بايرون
غيلبرت بايرون (بالإنجليزية: Gilbert Byron)‏ (1903 - 1991)؛ شاعر وروائي أمريكي.